# エウア空港
エウア空港（エウアくうこう、英語: ʻEua Airport、(IATA: EUA, ICAO: NFTE)）は、トンガのエウア島にある空港。トンガではカウファナ空港（Kaufana Airport）と呼ばれている。エウア島の主都・オホヌア村（'Ohonua）の南東約3kmに位置する。
トンガで国内線を運航するリアル・トンガがトンガタプ島との間に定期便を就航しており、トンガタプとの間をわずか8分で結んでいる。滑走路は舗装されておらず、表面はサンゴで覆われている。